# District de Beja
Le district de Beja est un district du Portugal, situé dans la région de l'Alentejo. 
Sa superficie est de 10 225 km2, ce qui en fait le premier du pays en superficie. Sa population est de 152 758 habitants en 2011, soit une baisse de 5 % depuis 2001. 
Sa capitale en est la ville éponyme de Beja.
Le district de Beja comprend 14 municipalités :
- Aljustrel
- Almodôvar
- Alvito
- Barrancos
- Beja
- Castro Verde
- Cuba
- Ferreira do Alentejo
- Mértola
- Moura
- Odemira
- Ourique
- Serpa
- Vidigueira